# Cohlton Schultz

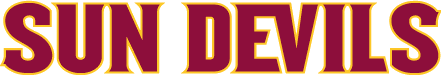
Zawodnik Sun Devils

Cohlton Michael Schultz (ur. 27 września 2000) – amerykański zapaśnik walczący w obu stylach. Zajął dziesiąte miejsce na mistrzostwach świata w 2023 roku. 
Wicemistrz igrzysk panamerykańskich w 2023. Srebrny medalista mistrzostw panamerykańskich w 2025 i brązowy w 2024. Wicemistrz świata juniorów w 2019 i trzeci w 2018. Mistrz świata kadetów w 2017 roku. 
Zawodnik Ponderosa High School  i Arizona State. Pięć razy All-American w NCAA Division I; drugi w 2022; trzeci w 2025; czwarty w 2021; szósty w 2024; siódmy w 2023 roku.